# Huesca
Huesca (iberisch Bolskan, aragonesisch Uesca; katalanisch Osca) ist die Hauptstadt der spanischen Provinz Huesca und befindet sich in der Autonomen Region Aragonien. Sie hat 54.704 Einwohner (Stand: 2024) und ist somit die zweitgrößte Stadt in Aragonien.

## Lage und Klima
Huesca liegt am häufig trockenfallenden Río Isuela im südlichen Pyrenäenvorland in einer Höhe von 488 m und besitzt ein kontinental mediterranes Klima mit heißen, trockenen Sommern und kalten Wintern; Regen (ca. 885 mm/Jahr) fällt – mit Ausnahme der Sommermonate – übers Jahr verteilt. Die Entfernung nach Saragossa beträgt knapp 75 km (Fahrtstrecke); nach Barcelona sind es etwa 270 km und nach Madrid sind es ca. 390 km.

## Bevölkerungsentwicklung
| Jahr      | 1857   | 1900   | 1950   | 2000   | 2024   |
| Einwohner | 10.069 | 12.626 | 21.332 | 45.653 | 54.704 |

Die Reblauskrise im Weinbau und die Mechanisierung der Landwirtschaft haben im 20. Jahrhundert zu einer Landflucht und zu einem starken Bevölkerungszuwachs in den Städten geführt.

## Wirtschaft und Infrastruktur
Huesca ist der merkantile und dienstleistungsmäßige Mittelpunkt eines landwirtschaftlich orientierten Umlands. Die Stadt liegt an der Bahnstrecke Saragossa–Canfranc. Huesca ist mit täglichen Direktverbindungen mit Madrid (bzw. Sevilla) unmittelbar an das Netz des Hochgeschwindigkeitszugs AVE angebunden. Über den ca. 11 km südöstlich der Stadt gelegenen Flughafen Huesca-Pirineos (Aeropuerto de Huesca-Pirineos, ICAO: LEHC) hat die Region Anschlussmöglichkeit an den internationalen Luftverkehr. Der Flughafen ist aber nahezu inaktiv.

## Geschichte

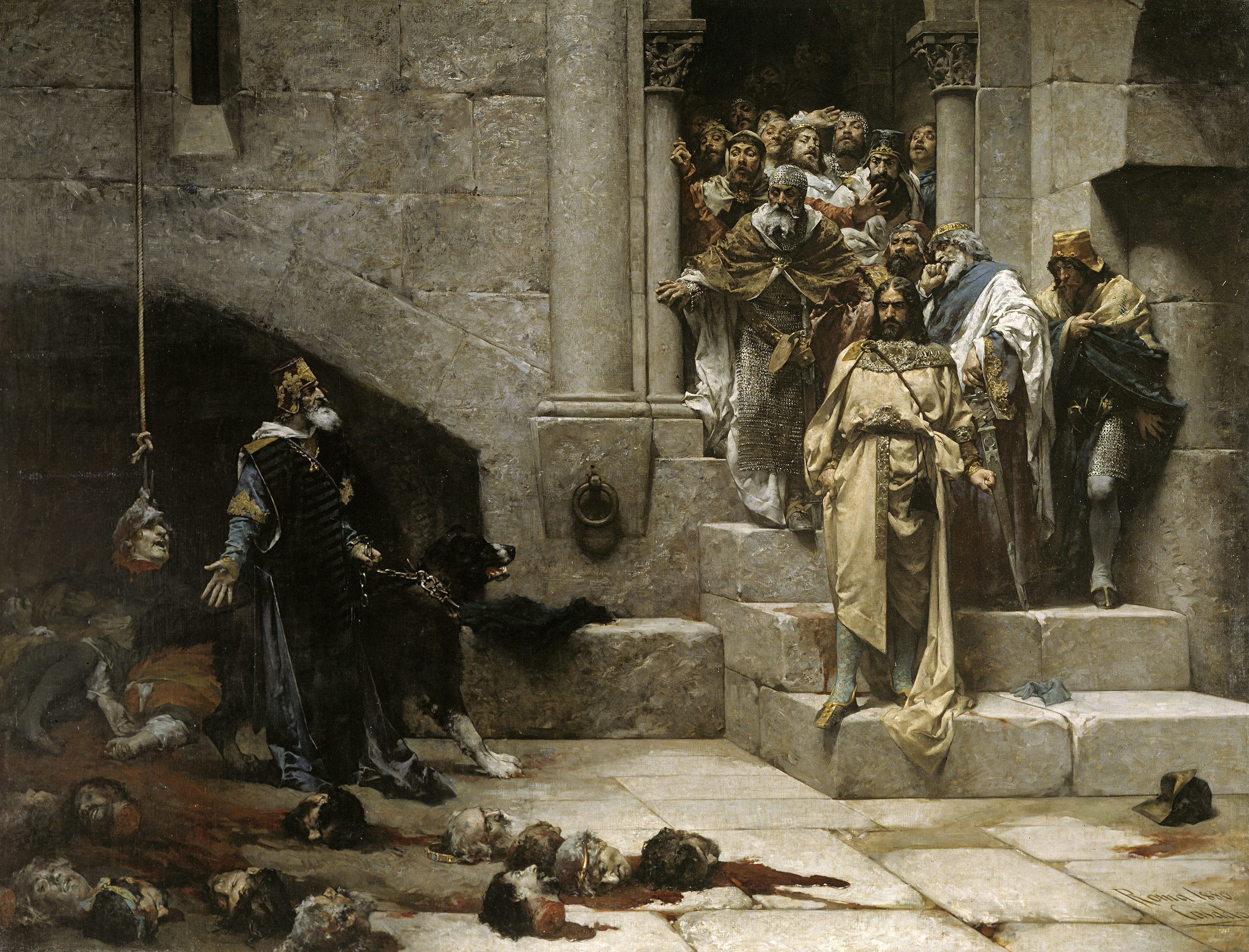
Die campana de Huesca

Am Ende der vorgeschichtlichen Zeit war Bolskan möglicherweise eine Siedlung des keltiberischen Volksstammes der Ilergeten, die von den Suessetanern abgelöst wurden. Im Jahr 184 v. Chr. eroberte der römische Feldherr Aulus Terentius Varro die Gegend; danach war Osca jahrhundertelang eine römische Siedlung. Es war zudem die Residenz des römischen Feldherrn und Politikers Quintus Sertorius, der hier zunächst eine Schule für vornehme Spanier gründete, dann aber 72 v. Chr. hier ermordet wurde. Im 3. Jahrhundert wurden die hll. Laurentius und Vinzenz hier geboren; ihr Martyrium erlitten sie jedoch in Rom bzw. in Valencia. Gegen Ende des Römischen Reiches (um 475) begann die Zeit der Völkerwanderung, von der Osca jedoch kaum betroffen war.
Ab dem Jahr 719 war die Stadt im Besitz der Mauren; unter dem Namen Wasqa war sie lange Zeit eine der nördlichsten Städte von Al-Andalus. Um die Mitte des 9. Jahrhunderts sollen hier einer Überlieferung zufolge die beiden Schwestern Nunilo und Alodia ihr Martyrium erlitten haben, weil sie den christlichen Glauben annahmen. Die Stadt kam am Ende der Belagerung von Huesca mit der Schlacht von Alcoraz (1096) wieder unter christliche Gewalt und wurde Sitz ihres Eroberers Pedro I. Danach war Huesca Hauptstadt des Königreiches Aragón. Im Jahr 1134 wurde Ramiro II. Nachfolger seines Bruders Alfons I. auf dem Königsthron; die Legende, dass er daraufhin in der Campana de Huesca mehrere unbotmäßige Adlige ermorden ließ, entbehrt jedoch jeglichen Beweises. Im Jahr 1354 wurde die Universität (Universidad Sertoriana) gegründet, die 1845, nach fast 500 Jahren, aufgelöst wurde (der heute existierende Universitätscampus von Huesca ist Bestandteil der Universität Saragossa). Im Krieg der beiden Peter (1356–1375) geriet die Stadt zeitweise zwischen die Fronten.
Während der Napoleonischen Kriege auf der Iberischen Halbinsel war Huesca von französischen Truppen besetzt. Im Spanischen Bürgerkrieg kämpften die gegnerischen Parteien zwei Jahre lang um die Vorherrschaft über Huesca.

## Bauwerke und Sehenswürdigkeiten

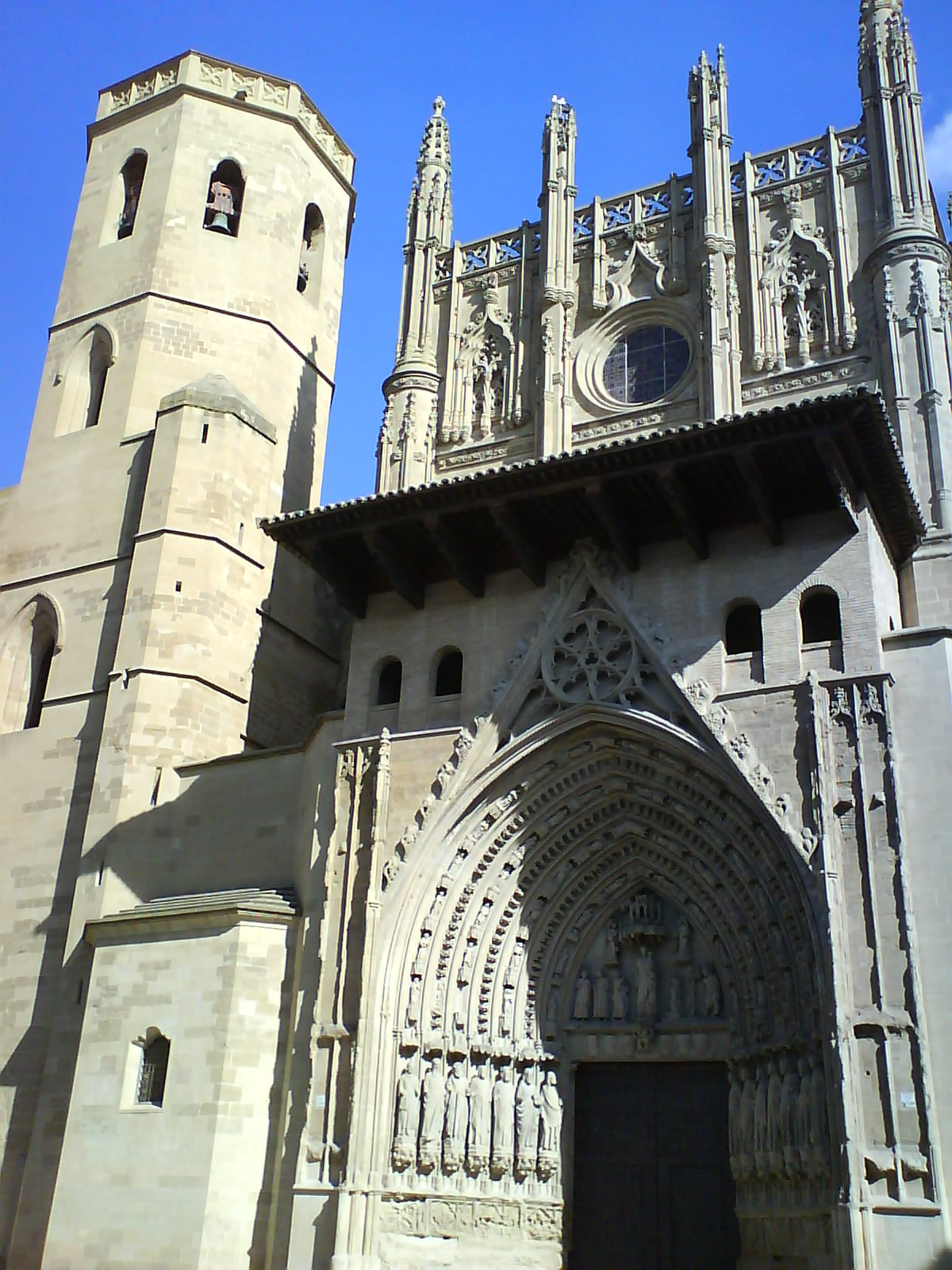
Kathedrale von Huesca

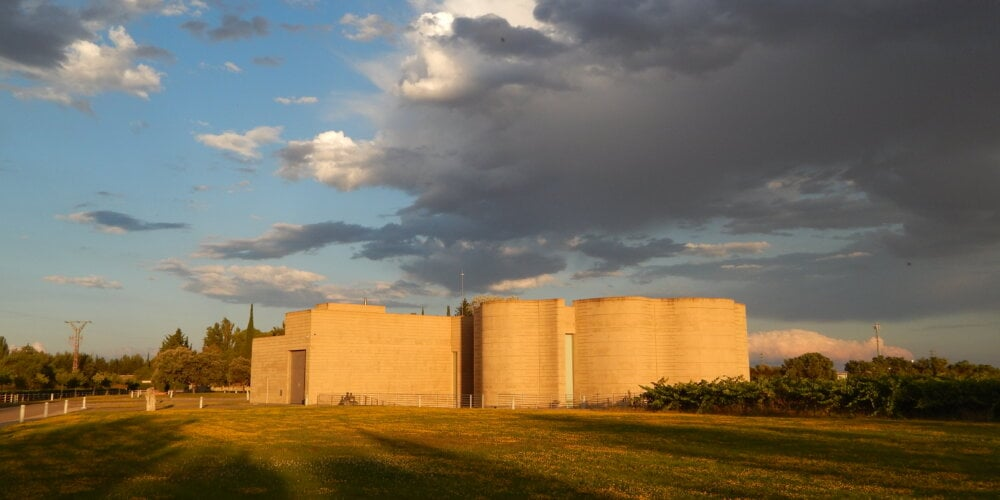
Gebäude des CDAN (2006)

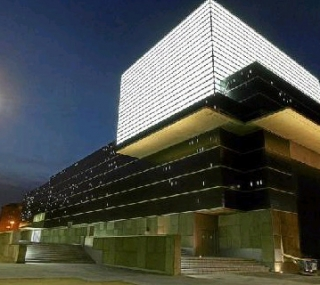
Palacio de Congresos (2008)

- Die gotische Kathedrale von Huesca aus dem 13. Jahrhundert mit einer Altarrückwand aus Alabaster von Damià Forment aus der Zeit um 1520/30. Integriert ist das Diözesanmuseum.
- Die Kirche San Pedro el Viejo, mit Kreuzgang (claustro), stammt aus dem 12. Jahrhundert.
- Die dem städtischen Patron geweihte barocke Basilika San Lorenzo entstand im 17. Jahrhundert.
- Das Casino de Huesca, errichtet 1901 bis 1904, ist eines der bedeutendsten Bauwerke im Stil des Modernisme in Aragón.[10]
- Im Zentrum liegt der ab 1928 gestaltete Parque Miguel Servet. Im Park befinden sich die Pajaritas, die bekannteste Skulptur von Ramón Acín und inoffizielles Symbol von Huesca.[11]

Umgebung
- Das etwa 3 km außerhalb der Stadt gelegene Centro de Arte y Naturaleza (CDAN) ist ein Werk des Architekten Rafael Moneo; es widmet sich vorrangig der modernen Kunst.
- Rund 30 km nordwestlich befindet sich die prachtvolle Burganlage des Castillo de Loarre aus dem 11. Jahrhundert.
- Im Nachbarort Quicena liegt in ca. 10 km Entfernung auf einer Anhöhe mit Blick auf Huesca die Burgruine Montearagón, deren Errichtung im Jahr 1085 auf König Sancho Ramírez zurückgeht. Die Ruine ist nach Restaurierungen seit 2024 wieder öffentlich zugänglich.[12]
- Nördlich der Stadt liegt der Salto de Roldán, eine aus zwei gigantischen Felsen (1.126 m und 1.121 m) bestehende Landschaftsformation am Rande der Vorpyrenäen.[13][14]

## Sport
Der Verein Club Balonmano Huesca spielt Handball in der höchsten spanischen Liga. Der Fußballverein SD Huesca spielt wechselnd in der ersten oder zweiten spanischen Liga, derzeit La Liga 2. Der Basketballverein CB Peñas Huesca spielte in den 1980er und 1990er Jahren in der ersten Liga, heute ist der Verein in der 3. Liga aktiv.

## Veranstaltungen
- Jedes Jahr findet vom 9. bis 15. August zu Ehren des Schutzheiligen Laurentius von Rom ein Fest (Las Fiestas de San Lorenzo) statt, bei dem eine Silberbüste aus der Basilika San Lorenzo durch die Stadt getragen wird.
- Seit 1973 findet jährlich das Filmfestival Festival Internacional de Cine de Huesca statt.

## Söhne und Töchter der Stadt
- Laurentius von Rom († 258), Märtyrer der Kirche, gestorben in Rom
- Vinzenz von Valencia († um 304), spanischer Diakon und Märtyrer
- Nunilo und Alodia (um 850), Märtyrerinnen
- Durandus, 11./12. Jahrhundert, Waldenser, der 1207/08 zur Kirche zurückkehrte
- Vincencio Juan de Lastanosa (1607–1681), Gelehrter
- Joaquín Abarca y Blanque (1778–1844), Prälat
- Santiago Ramón y Cajal (1852–1934), spanischer Wissenschaftler (Nobelpreisträger für Medizin)
- Fidel Pagés (1886–1923), Militärarzt und Entwickler der Periduralanästhesie
- Ramón Acín Aquilué (1888–1936), Künstler, Anarcho-Syndikalist, Lehrer und Publizist
- Antonio Saura (1930–1998), spanischer Maler
- Carlos Saura (1932–2023), spanischer Filmregisseur
- Ramón J. Sender (1901–1982), Schriftsteller und Journalist
- Emilio Simeon Allué (1935–2020), SDB, römisch-katholischer Weihbischof im Erzbistum Boston
- Carlos Castán (* 1960), spanischer Schriftsteller
- Javier Ibarz (* 1968), Schauspieler, Sänger und Autor
- Óscar Sipán (* 1974), Schriftsteller
- Rocío Delgado (* 1977), Freestyle-Skierin
- Megan Montaner (* 1987), Model und Schauspielerin
- Slavy (* 2002), spanisch-bulgarischer Fußballspieler

## Städtepartnerschaften
Huesca ist durch Städtepartnerschaften verbunden mit:
- Tarbes, Region Languedoc-Roussillon-Midi-Pyrénées, Frankreich seit 1964